# All right, Jeeves!
All right, Jeeves! är en roman av P.G. Wodehouse, utgiven i England 1934 med titeln Right Ho, Jeeves och i USA samma år med titeln Brinkley Manor. Den gick först som följetong i Saturday Evening Post och Grand Magazine samma år. Romanen översattes till svenska av Birgitta Hammar och utgavs på Albert Bonniers förlag 1943. Det är den andra romanen om Bertie Wooster och hans betjänt Jeeves. Wodehouse planerade uppföljaren redan under skapandet av den tidigare romanen Tack, Jeeves!

## Handling
Efter att ha återvänt från en tripp till franska Rivieran i sällskap med sin favoritfaster Dahlia Travers, får Bertie veta att hans vän Gussie Fink-Nottle, en försagd ödlefantast, desperat försökt att nå honom. Gussie har förälskat sig i den pjollriga Madeline Bassett, men är alltför blyg för att tilltala henne, och önskar vägledning. Bertie harmas över det faktum att det alltid är Jeeves råd vännerna är ute efter när de söker hans hjälp, och är därför fast besluten att i fortsättningen reda ut alla bryderier utan dennes inblandning.
Faster Dahlia telegraferar från sitt och maken Toms gods Brinkley Court. Hon vill att Bertie kommer dit för att förestå en prisutdelning vid Market Snodsbury högre allmänna läroverk. Bertie har dåliga erfarenheter av att tala inför en aula fylld av skolelever och är allt annat än entusiastisk över fasterns anmodan. Bertie vet att Madeline gästar Brinkley Court, och lyckas övertala Gussie att resa i hans ställe, men följer själv snart efter när han får veta att Tuppy Glossop förolämpat hans kusin Angela så till den grad att hon slagit upp deras förlovning. Även fastern har bekymmer; hon är tvungen att bekänna för sin make att hon spelat bort en aningen för stor summa pengar under Cannes-vistelsen. Bertie ämnar ställa allt tillrätta, och han är angelägen att demonstrera för Jeeves att han kan bidra med rådgivning som löser alla knutar.
Innan det hela är över har Bertie varit förlovad med Madeline och Gussie med Angela. Tuppy har hotat Bertie med stryk och helnykteristen Gussie har hållit i skolans prisutdelning redlöst berusad. Vidare har farbror Toms och faster Dahlias gudabenådade men temperamentsfulle franske kock sagt upp sig, när Berties illa genomtänkta råd får till följd att ingen äter hans mästerliga anrättningar. Mot slutet är animositeten utbredd, men Jeeves råder bot på all osämja genom att få samtliga närvarande att enas i sitt förakt för Bertie Wooster.